# Oliver Acquah
Oliver Acquah   (Accra, 22 de març de 1946) fou un futbolista ghanès de la dècada de 1960.
Fou internacional amb la selecció de futbol de Ghana. Pel que fa a clubs, destacà a Asante Kotoko.